# V-NOVA

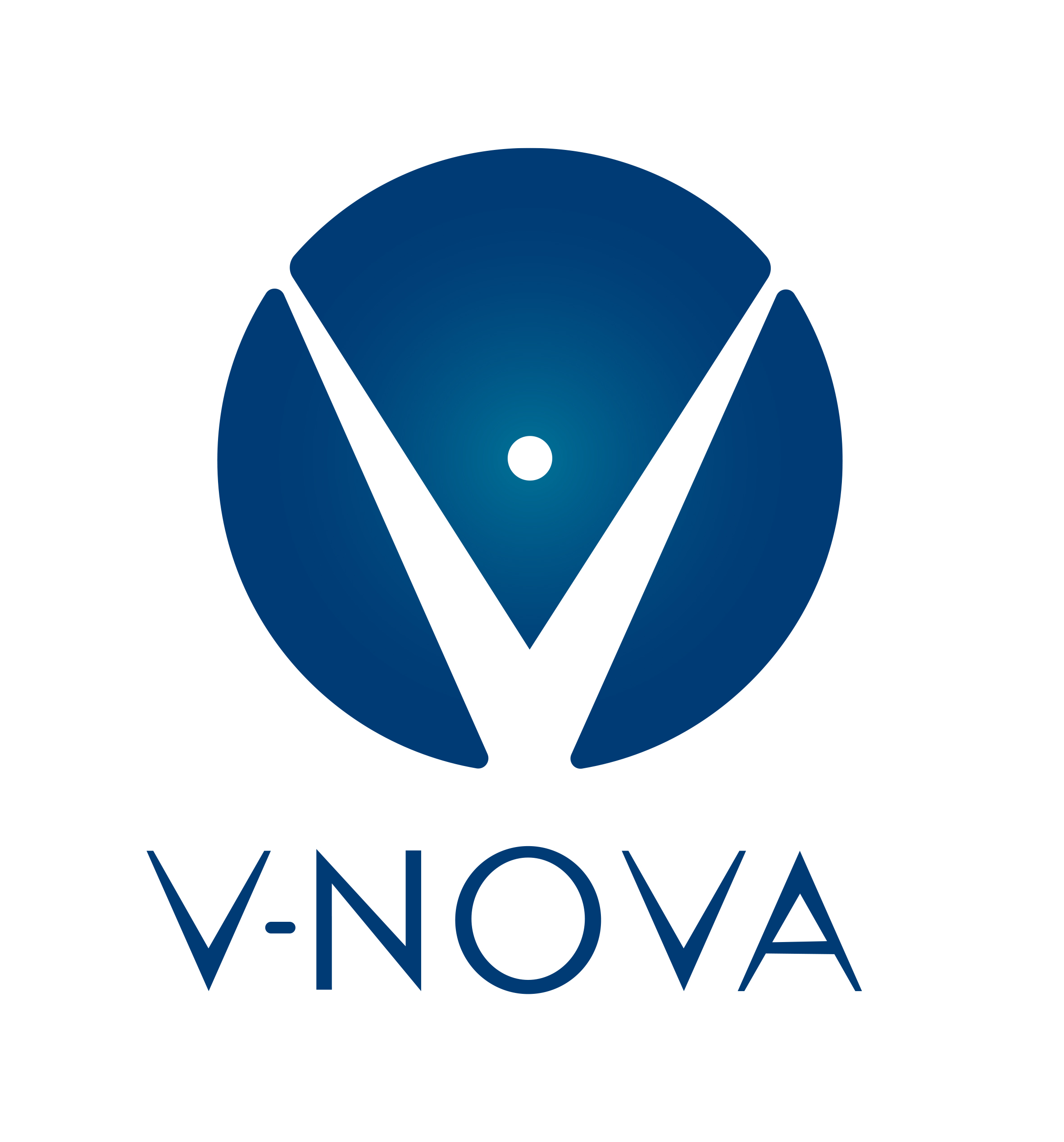

V-NOVA — багатонаціональна компанія з інтелектуальної власності та технологій зі штаб-квартирою в Лондоні, Велика Британія. Він найбільш відомий завдяки інноваціям у технології стиснення даних для відео та зображень. V-Nova співпрацює з великими організаціями, включаючи Sky, Xilinx, Nvidia, Eutelsat і Amazon Web Services, щоб надати свою технологію стиснення відео.

## Історія
V-NOVA була заснована у 2011 році Гвідо Меарді, П'єрдавіде Марколонго та іншими. У 2012 році пан Федеріко Фаггін був одним з інвесторів та членів-засновників V-NOVA.
У 2016 році Sky придбала міноритарну частку V-NOVA за £4,5 млн, а Eutelsat згодом придбала міноритарну частку за нерозголошену суму. У тому ж році Eutelsat застосував технологію V-NOVA для 4K каналів внесків Чемпіонату Європи з футболу 2016 року, а згодом придбав міноритарний пакет акцій за нерозголошену суму. Також у 2016 році В-НОВА стала членом Товариства інженерів кіно і телебачення.
У 2017 році V-NOVA придбала весь портфель патентів Faroudja, щоб покращити свій кодек Perseus.
У червні 2021 року V-NOVA співпрацювала з D-Orbit і Unibap, щоб продемонструвати VC-6 для прискорення супутникових зображень на орбіті. Супутник було запущено влітку 2021 року. У липні кілька професійних інвесторів, у тому числі підрозділ Intesa Venture Capital Neva SGR, інвестували 33 мільйони євро у V-NOVA.
У листопаді 2021 року V-NOVA та PresenZ випустили фільм «Шість ступенів свободи» (6DoF) у магазині Steam. У фільмі використовується технологія стиснення хмари точок V-NOVA у поєднанні з форматом об’ємного відео 6DoF від PresenZ.
У січні 2022 року Форум SBTVD схвалив вибір технологій для SBTVD 3.0, які включають MPEG-5 LCEVC, подані V-NOVA & Harmonic Inc.

## Технології
У 2015 році компанія анонсувала нову технологію цифрового кодування даних, засновану на багатошаровому кодуванні, паралельній обробці та глибокому навчанні під назвою Perseus для ефективної потокової передачі відео з акцентом на надання послуг UHD/4K при меншій пропускній здатності. Було заявлено, що його можна транслювати на телевізори та інші пристрої, використовуючи лише близько 50% пропускної здатності, необхідної існуючим потоковим технологіям.
Пізніше технологію V-NOVA було обрано для забезпечення основного IP для стандарту ISO/IEC 23094-2 MPEG-5 Part 2 Low Complexity Enhancement Video Coding (LCEVC), кодека-агностику покращення кодека, який можна поєднувати з іншими відеокодеками для підвищити ефективність кодування та обробки. Він також підтримує сумісність з екосистемою пристрою розширеного кодека.